# 揚陸指揮艦
揚陸指揮艦（ようりくしきかん、英: Amphibious Command Ship）は、指揮・統制能力を重視した軍艦。主にアメリカ海軍が採用している艦種であり、艦隊司令等が坐乗する。

## 概要
海上における軍事行動、特に揚陸戦においては、水上艦船のほか、陸上部隊、航空部隊についても指揮・統制を行う必要がある。
第二次世界大戦後半ともなると、上陸作戦は大規模化し、多数の司令部人員や通信能力を必要とした。そのため、充分な容積を確保し、充分な通信能力を備えた指揮専用艦艇・揚陸指揮艦が用いられるようになった。
アメリカ海軍初の揚陸指揮艦アパラチアンは第二次世界大戦中の1943年に戦時標準船を改造して竣工している。主に対日本戦（太平洋戦争）に使用するためのものであった。重要防御対象であったために、大戦中はその存在自体が秘匿されていた。
アパラチアン級は1970年代まで用いられ、その後はブルー・リッジ級などに引き継がれた。なお、強襲揚陸艦の大型化に伴いタラワ級、ワスプ級は揚陸指揮艦任務を兼ねるようになっている。
ブルー・リッジ級では、通信機能を重視し電波干渉を避けるため、広い平甲板を持った船型を採用しているのが特徴である。
第二次世界大戦中のイギリス海軍においては同種の艦を司令部艦（Headquarters ship）と称した。民間船改造のブローロを嚆矢として、北アフリカ戦線や西ヨーロッパ戦線での上陸戦において運用した 。大戦中に合計4隻が運用された。
中華民国海軍では、アメリカ海軍から供与されたLST-542級戦車揚陸艦デュークス・カウンティ(USS Dukes County, LST-735)に所要の改造を施し、1962年から揚陸指揮艦高雄として運用した。

## 揚陸指揮艦一覧

### アメリカ海軍
アパラチアン級揚陸指揮艦：4隻
- アパラチアン(USS Appalachian, AGC-1)
- ブルー・リッジ(USS Blue Ridge, AGC-2)
- ロッキー・マウント(USS Rocky Mount, AGC-3)
- カトクティン(USS Cactoctin, AGC-5)

- アンコン(USS Ancon, AP-66/AGC-4)
- デュアン（英語版） (USS Duane, AGC-6)

マウント・マッキンリー級揚陸指揮艦：8隻
- マウント・マッキンリー（英語版）(USS Mount McKinley, AGC-7/LCC-7)
- マウント・オリンパス(USS Mount Olympus, AGC-8)
- ワサッチ（英語版）(USS Wasatch, AGC-9)
- オーバーン(USS Auburn, AGC-10)
- エルドラド（英語版）(USS Eldorado, AGC-11/LCC-11)
- エステス（英語版）(USS Estes, AGC-12/LCC-12)
- パナミント（英語版）(USS Panamint, AGC-13)
- テトン(USS Teton, AGC-14)

アディロンダック級揚陸指揮艦：3隻
- アディロンダック（英語版）(USS Adirondack, AGC-15)
- ポコノ（英語版）(USS Pocono, AGC-16/LCC-16)
- タコニック（英語版）(USS Taconic, AGC-17/LCC-17)

- ビスケーン（英語版）(USS Biscayne, AVP-11/AGC-18)
- ウィリアムズバーグ（英語版）(USS Williamsburg, PG-56/AGC-369)
- バルカー（英語版）(USS Valcour, AVP-55/AGF-1)
- ラ・サール(USS La Salle, LPD-3/AGF-3)
- コロナド(USS Coronado, LPD-11/AGF-11)

ブルー・リッジ級揚陸指揮艦：2隻
- ブルー・リッジ(USS Blue Ridge, LCC-19)
- マウント・ホイットニー(USS Mount Whitney, LCC-20)

### イギリス海軍
- ブローロ(HMS Bulolo, F 82)
- ラーグス（英語版）(HMS Largs, F 43)
- ヒラリー（英語版）(HMS Hilary, F 22)
- ロージアン（英語版）(HMS Lothian)

### 中華民国海軍
- 高雄(ROCS Kao Hsiung, AGC-1)